# Цялото кралско войнство (филм, 2006)
„Цялото кралско войнство“ (на английски: All the King's Men) е американска политическа драма от 2006 г. на режисьора Стивън Зилиън, който е сценарист и продуцент на филма, базиран на едноименния роман от 1946 г., написан от Робърт Пен Уорън и е римейк на едноименния филм от 1949 г. на режисьора Робърт Росън. Във филма участват Шон Пен, Джъд Лоу, Кейт Уинслет, Джеймс Гандолфини, Марк Ръфало, Патриша Кларксън и Антъни Хопкинс.